# Machaeropterus pyrocephalus
Machaeropterus pyrocephalus là một loài chim trong họ Pipridae.